# Карл Бюловиус
Карл Бюловиус (на немски: Karl Bülowius) е немски офицер, служил по време на Първата и Втората световна война.

## Биография

#### Ранен живот и Първа световна война (1914 – 1918)
Карл Бюловиус е роден на 2 март 1890 г. в Кьонигсберг, Германска империя. Присъединява се към армията и през 1908 г. става офицерски кадет от инженерните войски. Произведен е в лейтенант през следващата година. Участва в Първата световна война, където служи в различни инженерни подразделения. През последната година от войната е издигнат в звание хауптман.

##### Междувоенен период
Напуска армията през 1920 г., но се завръща отново четири години по-късно. Служи в различни инженерни и кавалерийски подразделения.

#### Втора световна война (1939 – 1945)
В началото на Втората световна война командва Oberbaustab X. На 26 октомври 1939 г. става командващ офицер (пионерфюрер) на инженерните части от 8-а армия, а на 15 май 1940 г. заема същия пост в 9-а армия. Прехвърлен е в северна Африка, където от 25 октомври 1942 г. командва инженерите от Танкова армия „Африка“, а между 17 и 25 февруари 1943 г. командва цялата групировка. През април заема и поста командир на дивизия „Мантойфел“. На 9 май 1943 г., в края на Северноафриканската кампания, е пленен от американските войски. Самоубива се на 27 март 1945 г. във военнопленническия лагер „Форест“, Тенеси, САЩ.

## Военна декорация
- Германски орден „Железен кръст“ (1914) – II (?) и I степен (?)
- Германски орден „Кръст на честта“ (?)
- Орден „Германски кръст“ (1942) – златен (3 декември 1942)